# Krzysztof Jeżowski

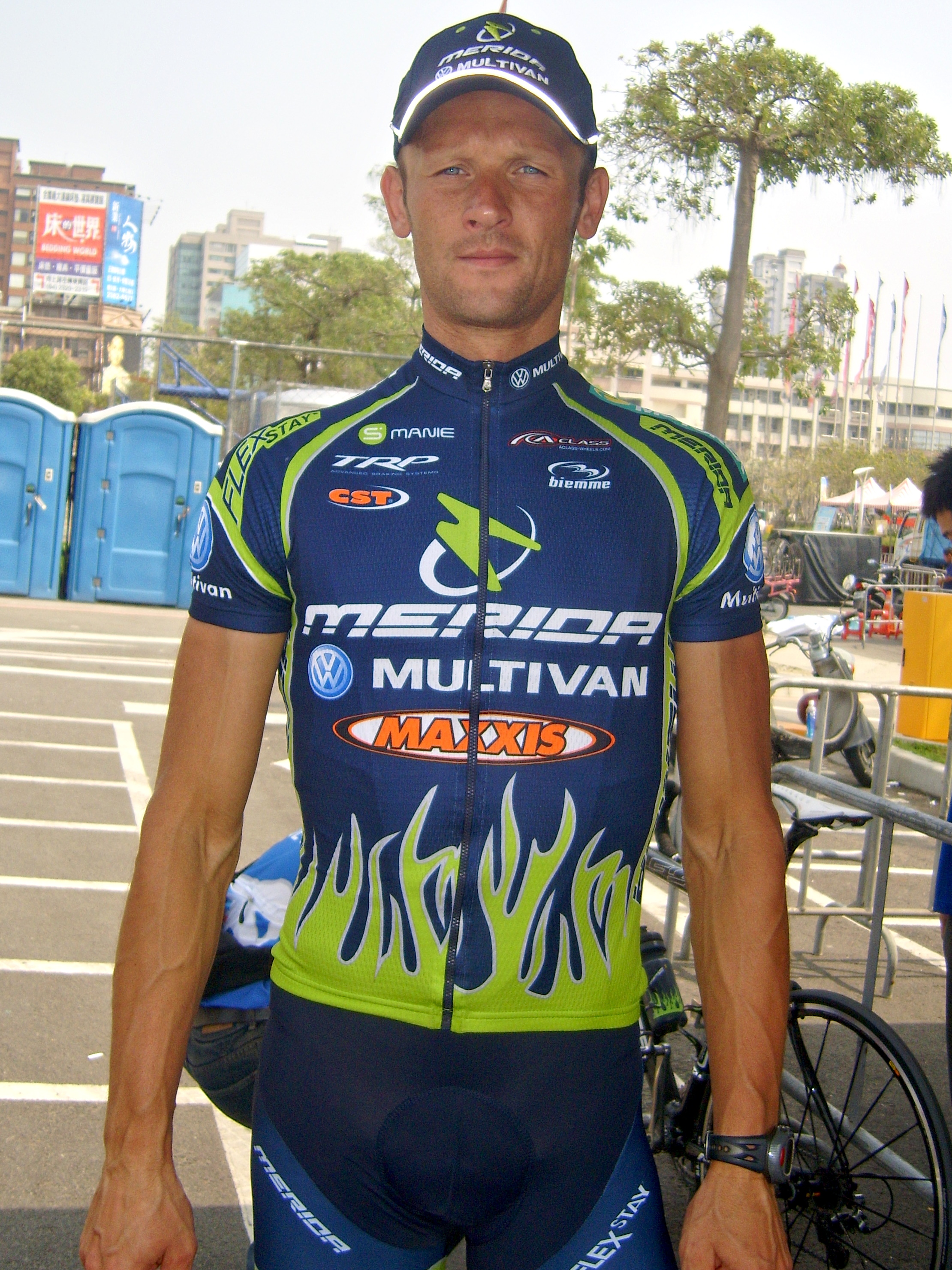
Krzysztof Jeżowski nach seinem Sieg auf der vierten Etappen der Tour de Taiwan 2008

Krzysztof Jeżowski (* 30. August 1975) ist ein ehemaliger polnischer Radrennfahrer.
Krzysztof Jeżowski begann seine Karriere im Jahr 2000 bei dem Radsport-Team Legia-Bazyliszek. In der Saison 2006 gewann er das Eintagesrennen Pomorski Klasyk, 2007 und 2008 das Memoriał Henryka Łasaka. 2009 wurde Jezowski polnischer Meister im Straßenrennen.

## Erfolge
2004
eine Etappe Course de la Solidarité Olympique
2006
Szosami Zagłębia und eine Etappe
Kalisz–Konin und vier Etappen
2007
eine Etappe Bałtyk-Karkonosze Tour
eine Etappe Malopolska-Rundfahrt
Memoriał Henryka Łasaka
eine Etappe Szlakiem Walk Majora Hubala
2008
eine Etappe Tour de Taiwan
eine Etappe Szlakiem Grodów Piastowskich
eine Etappe Tour of Małopolska
Memoriał Henryka Łasaka
Kalisz–Konin und drei Etappen
2009
zwei Etappen und Gesamtwertung Tour de Taiwan
vier Etappen Tour du Maroc
eine Etappe Tour of Małopolska
 Polnischer Meister – Straßenrennen
eine Etappe Dookoła Mazowsza
Criterium Cuprum Cup und eine Etappe
2010
Criterium Cuprum Cup und eine Etappe

## Teams
- 2000 Legia-Bazyliszek
- 2001–2003 Mikomax-Browar Staropolski
- 2004 Knauf-Mikomax
- 2005–2006 Knauf Team
- 2007–2010 CCC Polsat Polkowice
- 2011 Bank BGŻ
- 2012 Bank BGŻ (bis 31.07.) *

* Für die Saison 2012 wurde er bei der UCI nicht als Radrennfahrer des Continental Teams registriert.